# Танграм
Танграм (китайски: 七巧板; пинин: qī qiǎo bǎn; буквално: „седем плочки на умението“) е китайска логическа игра, вид главоблъсканица за подреждане. Състои се от седем плочки, наречени тани, които при подходящо нареждане образуват квадрат.
Целта на играта е да се редят специфични фигури, зададени само със силуетите си, но при условие, че се използват всичките седем плочки и то така, че да не се застъпват.
Седемте плочки са съответно:
- 5 правоъгълни равнобедрени триъгълника:
  - 2 малки (с дължина на хипотенузата {\displaystyle \scriptstyle {1/2}} и бедра {\displaystyle \scriptstyle {1/2{\sqrt {2}}}})
  - 1 среден (с дължина на хипотенузата {\displaystyle \scriptstyle {1/{\sqrt {2}}}} и бедра {\displaystyle \scriptstyle {1/2}})
  - 2 големи (с дължина на хипотенузата {\displaystyle \scriptstyle {1}} и бедра {\displaystyle \scriptstyle {1/{\sqrt {2}}}})
- 1 квадрат (с дължина на страната {\displaystyle \scriptstyle {1/2{\sqrt {2}}}})
- 1 успоредник (със страни {\displaystyle \scriptstyle {1/2}} и {\displaystyle \scriptstyle {1/2{\sqrt {2}}}})

Размерите са дадени спрямо страната на квадрат, образуван от всичките 7 плочки, страната на който условно е означена с 1.